# Гавранек, Богуслав
Бо́гуслав Га́вранек, (30 января 1893, Прага — 2 марта 1978, Прага) — чешский филолог-богемист, славист и ведущий представитель Пражского лингвистического кружка, профессор Масарикова университета в Брне, позже Карлова университета в Праге, директор Института чешского языка, член нескольких академий наук и множества лингвистических обществ.

## Научная деятельность
Самой известной работой Гавранека в области славистики является двуязычный труд Genera verbi v slovanských jazycích (1928, 1937), в котором рассматриваются глагольные классы в славянских языках. Важной область деятельности учёного была палеославистика. Гавранек занимался вопросами кирилло-мефодиевской культуры и языка церковнославянских памятников чешского извода.
Обширной была его деятельности в области богемистики. К наиболее важным работам учёного относятся «Чехословацкое краеведение» (чеш. Československá vlastivěda) и «История литературного чешского языка» (чеш. Vývoj spisovného jazyka českého). Гавранек участвовал в создании «Карманного словаря чешского языка» (чеш. Příruční slovník jazyka českého) (1942—1957) и четырёхтомного «Словаря литературного чешского языка» (чеш. Slovník spisovného jazyka českého) (1958—1971). Участвовал в создании «Большого русско-чешского словаря» («Velký rusko-český slovník», (1952—1964 гг. в соавт. с К. Горалеком).

## Публикации
- Genera verbi v slovanských jazycích I, 1926
- Linguistika obecná, indoevropská, slovanská a česká, 1930
- Genera verbi v slovanských jazycích II, 1937
- Staročeská literatura v hlaholském písemnictví charvatském; Expanse spisovné češtiny od 14. do 16. století, 1939
- Strukturalismus — Strukturální estetika — Strukturální linguistika — Strukturální věda o literatuře, 1940
- O básnickém jazyce, 1947
- Česká mluvnice — základní jazyková příručka, 1951, в соавторстве с Алоизом Едличкой
- Stručná mluvnice česká pro střední školu, 1952, в соавторстве с Алоизом Едличкой